# 五色 (人形メーカー)
五色株式会社（ごしき）は、雛人形・五月人形のメーカー兼小売販売を行う企業。100年以上の伝統を有し、店舗は人形店がひしめく東京都台東区の浅草橋に構えている。

## 概要
1911年（明治44年）創業。初代・原米洲、二世・原孝洲、そして現三世・原裕子と三代に渡り、一子相伝の木目込み人形作りの技術が伝わる雛人形・五月人形が有名である。
創業以来、唯一無二の無形文化財指定の伝統技法を守りながら、新しい素材や色彩をつねに探究し、胴体の造形や衣装についてもその時々に最良な開発をしており、人形に新しい価値を吹き込むことで高く評価されている。
「お子様に愛を伝えるお手伝い」をモットーし、省スペース、飾りやすさ重視を掲げている。
すべて手描きの顔や生え際に、独特の繊細さ保ち、妥協のない高品質の絹織物の衣装は格調高い人形を生み出し、多くのファンを唸らせている。メディア掲載も多数。
初代の原米洲の作品は東京国立博物館や九州国立博物館、パリ人類学博物館などで紹介、所蔵されている。

## 原 米洲
初代米洲（べいしゅう）は、栃木県宇都宮市今泉町の米穀商の生まれ、本名を阿久津徳重。沢栗長五郎（三世玉秀）の内弟子として人形技術を修得し、その後「米洲」と号して独立した。
- 1934年 – 皇太子・明仁親王（現在の上皇陛下）の初節句に「太子の像」を献上。[7]
- 1966年 – 胡粉（ごふん）仕上げという人形仕上技法が国の無形文化財に指定される（人形師として初）。この技法は東京国立博物館に永久保存されている。[8]

　　同年11月 - 黄綬褒章を受賞。
- 1970年 – 勲五等瑞宝章を受章。[11]

- 1973年 – パリおよびニースで開催された日本伝統工芸展に出品し、作品はパリ人類学博物館に収蔵。[13]
- 1974年 – 皇居と東宮御所に御所人形を各1点献上。[14]
- 1981年 – オーストラリアで開催された日本伝統工芸展に出品。[15]
- 作品は、パリ人類学博物館およびスウェーデン極東美術館にも永久保存されている。[16]

== 脚注 == 
1. 1 2  原米洲 東文研データベース 2022年1月22日閲覧
2. 1 2  伊藤信二 (2013年7月23日). “【1089ブログ】「つくり方」都々逸－リョウシシッポウニンギョウカガミ 見方がわかる 見方が変わる”. 東京国立博物館. 2024年9月20日閲覧。
3. ↑  「端午の節句飾り、小さめトレンド　省スペース重視、背景に住宅事情」『朝日新聞』2024年4月30日、夕刊。
4. ↑  “九州国立博物館 | 博物館からのお知らせ”. 九州国立博物館Webサイト. 2024年9月20日閲覧。
5. ↑  “原米洲 :: 東文研アーカイブデータベース”. 東京文化財研究所. 2024年9月20日閲覧。
6. ↑  “[原米洲｜日本美術年鑑 平成2年版”.   東京文化財研究所. 2025年8月19日閲覧。](https://www.tobunken.go.jp/materials/bukko/9797.html%7Cpublisher=東京文化財研究所%7Caccess-date=2025-08-19}})
7. ↑  “[郷土資料館展示記事”.   船橋経済新聞. 2025年8月19日閲覧。](https://funabashi.keizai.biz/headline/2995/%7Cpublisher=船橋経済新聞%7Caccess-date=2025-08-19}})
8. ↑  “[胡粉仕上げ解説”.   曽根人形. 2025年8月19日閲覧。](https://www.sone8.jp/about.html%7Cpublisher=曽根人形%7Caccess-date=2025-08-19}})
9. ↑  “官報 1966年 黄綬褒章叙勲記録”.   国立国会図書館. 2025年8月19日閲覧。
10. ↑  “胡粉仕上げ解説”.   曽根人形. 2025年8月19日閲覧。
11. ↑  “官報 1970年 勲五等瑞宝章叙勲記録”.   国立国会図書館. 2025年8月19日閲覧。
12. ↑  “[人形師紹介”.   曽根人形. 2025年8月19日閲覧。](https://www.sone8.jp/about.html%7Cpublisher=曽根人形%7Caccess-date=2025-08-19}})
13. ↑  “[原米洲｜東京文化財研究所”.   東京文化財研究所. 2025年8月19日閲覧。](https://www.tobunken.go.jp/materials/bukko/9797.html%7Cpublisher=東京文化財研究所%7Caccess-date=2025-08-19}})
14. ↑  “[曽根人形紹介記事”.   曽根人形. 2025年8月19日閲覧。](https://www.sone8.jp/about.html%7Cpublisher=曽根人形%7Caccess-date=2025-08-19}})
15. ↑  “[原米洲｜東京文化財研究所”.   東京文化財研究所. 2025年8月19日閲覧。](https://www.tobunken.go.jp/materials/bukko/9797.html%7Cpublisher=東京文化財研究所%7Caccess-date=2025-08-19}})
16. ↑  “[原米洲｜東京文化財研究所”.   東京文化財研究所. 2025年8月19日閲覧。](https://www.tobunken.go.jp/materials/bukko/9797.html%7Cpublisher=東京文化財研究所%7Caccess-date=2025-08-19}})

## メディア出演・掲載
- 「企業魂」2014年11月5日
- 「ジョブレボ!【自分に合う仕事とは?技術と伝統を受け継ぐ人形師】」 2018年2月2日　BSテレ東
- 「出没!アド街ック天国」 『～浅草橋～』　2021年2月27日
- 「ＡＫＢ４８が町工場に突撃！お宅で１番のＤＸはなんですか？」2023年11月5日　テレ東
- 「端午の節句飾り　小さめトレンド」　『朝日新聞』夕刊　2024年4月30日